# Montreuil-Juigné
Montreuil-Juigné és un municipi francès situat al departament de Maine i Loira i a la regió de País del Loira. L'any 2007 tenia 6.797 habitants.

## Demografia

### Població
El 2007 la població de fet de Montreuil-Juigné era de 6.797 persones. Hi havia 2.585 famílies de les quals 590 eren unipersonals (239 homes vivint sols i 351 dones vivint soles), 870 parelles sense fills, 949 parelles amb fills i 176 famílies monoparentals amb fills.
La població ha evolucionat segons el següent gràfic:
Habitants censats

### Habitatges
El 2007 hi havia 2.692 habitatges, 2.627 eren l'habitatge principal de la família, 13 eren segones residències i 53 estaven desocupats. 2.018 eren cases i 615 eren apartaments. Dels 2.627 habitatges principals, 1.555 estaven ocupats pels seus propietaris, 1.032 estaven llogats i ocupats pels llogaters i 40 estaven cedits a títol gratuït; 60 tenien una cambra, 176 en tenien dues, 378 en tenien tres, 611 en tenien quatre i 1.402 en tenien cinc o més. 1.891 habitatges disposaven pel capbaix d'una plaça de pàrquing. A 1.164 habitatges hi havia un automòbil i a 1.179 n'hi havia dos o més.

### Piràmide de població
La piràmide de població per edats i sexe el 2009 era:
| Homes | Edats   | Dones |
| ----- | ------- | ----- |
| 1     | 95 o +  | 1     |
| 4     | 90 a 94 | 10    |
| 11    | 85 a 89 | 33    |
| 21    | 80 a 84 | 36    |
| 57    | 75 a 79 | 82    |
| 99    | 70 a 74 | 104   |
| 125   | 65 a 69 | 117   |
| 115   | 60 a 64 | 119   |
| 136   | 55 a 59 | 152   |
| 269   | 50 a 54 | 235   |
| 292   | 45 a 49 | 293   |
| 262   | 40 a 44 | 322   |
| 236   | 35 a 39 | 238   |
| 204   | 30 a 34 | 215   |
| 195   | 25 a 29 | 178   |
| 233   | 20 a 24 | 201   |
| 320   | 15 a 19 | 333   |
| 267   | 10 a 14 | 262   |
| 250   | 5 a 9   | 244   |
| 215   | 0 a 4   | 182   |

## Economia
El 2007 la població en edat de treballar era de 4.479 persones, 3.257 eren actives i 1.222 eren inactives. De les 3.257 persones actives 3.028 estaven ocupades (1.587 homes i 1.441 dones) i 230 estaven aturades (89 homes i 141 dones). De les 1.222 persones inactives 508 estaven jubilades, 472 estaven estudiant i 242 estaven classificades com a «altres inactius».

### Ingressos
El 2009 a Montreuil-Juigné hi havia 2.671 unitats fiscals que integraven 6.936,5 persones, la mediana anual d'ingressos fiscals per persona era de 19.013 €.

### Activitats econòmiques
Dels 216 establiments que hi havia el 2007, 1 era d'una empresa extractiva, 4 d'empreses alimentàries, 3 d'empreses de fabricació de material elèctric, 1 d'una empresa de fabricació d'elements pel transport, 18 d'empreses de fabricació d'altres productes industrials, 29 d'empreses de construcció, 44 d'empreses de comerç i reparació d'automòbils, 8 d'empreses de transport, 8 d'empreses d'hostatgeria i restauració, 3 d'empreses d'informació i comunicació, 14 d'empreses financeres, 9 d'empreses immobiliàries, 25 d'empreses de serveis, 33 d'entitats de l'administració pública i 16 d'empreses classificades com a «altres activitats de serveis».
Dels 60 establiments de servei als particulars que hi havia el 2009, 1 era una gendarmeria, 1 oficina de correu, 5 oficines bancàries, 1 funerària, 5 tallers de reparació d'automòbils i de material agrícola, 1 taller d'inspecció tècnica de vehicles, 2 autoescoles, 4 paletes, 3 guixaires pintors, 5 fusteries, 8 lampisteries, 5 electricistes, 2 empreses de construcció, 7 perruqueries, 2 veterinaris, 5 restaurants, 2 agències immobiliàries i 1 saló de bellesa.
Dels 14 establiments comercials que hi havia el 2009, 1 era un supermercat, 2 fleques, 3 carnisseries, 1 una llibreria, 2 botigues d'equipament de la llar, 1 una botiga d'electrodomèstics, 1 un drogueria i 3 floristeries.
L'any 2000 a Montreuil-Juigné hi havia 11 explotacions agrícoles que ocupaven un total de 510 hectàrees.

## Equipaments sanitaris i escolars
Els 2 equipaments sanitaris que hi havia el 2009 eren farmàcies.
El 2009 hi havia 3 escoles maternals i 4 escoles elementals. Montreuil-Juigné disposava d'un col·legi d'educació secundària amb 625 alumnes.

## Poblacions més properes
El següent diagrama mostra les poblacions més properes.